# Willem Visser 't Hooft
Pour les articles homonymes, voir Visser.
Willem Adolph Visser 't Hooft, né le 20 septembre 1900 à Haarlem et mort le 4 juillet 1985 à Genève, est un pasteur, théologien réformé néerlandais, l'un des pionniers du mouvement œcuménique, et premier secrétaire général du Conseil œcuménique des Églises de 1948 à 1966.

## Biographie

### Jeunesse chrétienne
Wim 't Hooft a grandi dans une famille de remonstrants libéraux à Haarlem. Durant son adolescence, il s'engage dans un mouvement chrétien d’étudiants, la NCSV où il rencontre la vocation. En 1918, il entreprend des études de théologie à l'université de Leyde qu'il mène de front, à la demande de son père, avec des études de droit. Il occupe alors différentes fonctions au sein du NCSV et en devient le délégué lors de diverses conférences à l'étranger. En 1923, il obtient une maîtrise de théologie et découvre le commentaire de l'Épître aux Romains de Karl Barth, théologien qui aura une influence durable sur lui.
En 1924, jeune marié, il devient secrétaire des Unions chrétiennes de jeunes gens (UCJG) à Genève et se passionne dès lors pour le mouvement œcuménique naissant, participant à de nombreuses rencontres et conférences inter-ecclésiales sur le sujet. Il assiste John R. Mott, l’un des fondateurs du mouvement œcuménique moderne, à la Conférence mondiale des UCJG de 1926 à Helsinki où il est « initié à l’art de diriger une conférence mondiale compliquée ». En 1928, il soutient avec succès une thèse de doctorat à la faculté de théologie de Leyde sur le Social Gospel aux États-Unis avant de devenir, en 1931, secrétaire général de la Fédération universelle des associations chrétiennes d'étudiants (FUACE).

### La guerre
En 1938, à Utrecht, il est désigné malgré son jeune âge au poste de secrétaire général du Comité provisoire du Conseil œcuménique des Églises (COE) en cours de création. Face à la montée du nazisme et de la menace tant spirituelle que politique qu'il représente, Visser't Hooft organise une conférence mondiale de la jeunesse protestante en 1939.
À Genève lorsque la guerre éclate, il déploie une intense activité pour aider les réfugiés et persécutés fuyant le régime nazie envahissant l'Europe et travaille à maintenir des liens entre les Églises des zones occupées et le monde extérieur. Avec la Cimade de Madeleine Barot qu'il soutient dans son action pour les réfugiés, il prend l'initiative de la Conférence de Pomeyrol qui, rassemblant treize pasteurs ou théologiens et trois laïcs de la zone sud, de Genève et de Strasbourg se réunissent les 16 et 17 septembre 1941 pour évaluer la situation et voir quelle attitude tenir pour l'Église protestante. Il en résulte les huit Thèses de Pomeyrol, rédigées avec Madeleine Barot par Visser't Hooft, un message adressé au monde qui, inspiré de l'acte de résistance spirituel initié par Karl Barth en 1934 traduit dans la déclaration de Barmen, propose «  une réflexion théologique engagée sur les fondements évangéliques d'une prise de parole publique de l'Église » et dénonce la persécution des juifs.
En 1944, les contacts noués entre des résistants d'Italie, de France et d'Allemagne amènent à la rédaction de la Déclaration des résistances européennes.

### Le Conseil œcuménique des Églises
La Seconde Guerre mondiale retarde les travaux du comité provisoire  du COE et ce n'est qu'en 1948 qu'a lieu la première Assemblée du COE à Amsterdam. Visser 't Hooft y prend en charge le poste de secrétaire général du COE qu’il conserva jusqu’à sa retraite en 1966. Fervent partisan de l’« unité de l'Église », il entreprend d’innombrables voyages à travers le monde, multipliant les rencontres et les contacts personnels, nouant de solides amitiés dans toutes les Églises, donnant des conférences et assistant à de multiples réunions.
Après sa retraite, Visser ’t Hooft continue d'exercer différentes tâches au sein du COE, dont il est élu président d’honneur en 1968, participant régulièrement aux débats des Comités central et exécutif. Il demeure à Genève, dont il est fait bourgeois d’honneur et où il meurt en 1985 peu après avoir terminé une grande étude sur les relations entre le COE et l’Église catholique.

## Œuvre

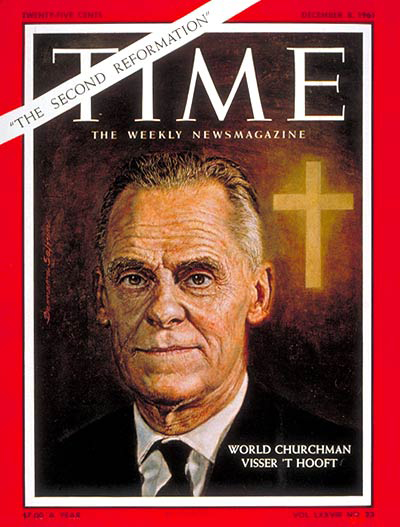
Portrait de Willem Visser't Hooft en couverture du Time du 8 décembre 1961.

Bon théologien, Visser ’t Hooft a constitué une œuvre abondante comptant 15 livres (traduits en plusieurs langues), 1 500 textes parus sous forme de publications diverses et quelque 50 000 lettres. Il a également créé  la revue The Ecumenical Review à laquelle il continuera de collaborer après sa retraite. Son autobiographie Le temps du rassemblement est parue en anglais en 1973 (Memoirs) et en français en 1975.

### Réédition des principales publications de et sur Visser ‘t Hooft en français
- W. A. Visser ‘t Hooft, Jacques Maury (textes présentés par), Roger Etchegaray (préface) et Konrad Raiser (préface) (trad. de l'anglais), Genève-Rome, Paris, Cerf, 2001, 220 p. (ISBN 2-204-06799-7, présentation en ligne)

### Sélection de ses écrits
- (en) W. A. Visser ‘t Hooft, « Teachers and the teaching authorities : the magistri and the magisterium », Ecumenical review, Geneva, World Council of Churches, vol. 38,‎ 1986, p. 152-202

- W. A. Visser ‘t Hooft (trad. de l'anglais par Ch. de Morawitz et E. de Peyer), La paternité de Dieu dans un monde émancipé [« The fatherhood of God in an age of emancipation »], Genève, Labor et Fides, coll. « Publications de la Faculté de théologie de l'Université de Genève » (no 8), 1984, 215 p. (ISBN 2-8309-0001-4)

- W. A. Visser ‘t Hooft (trad. de l'anglais par François Larlenque), Le temps du rassemblement : mémoires, Paris, Seuil, 1975, 476 p. (présentation en ligne)

- (en) Philip Potter, W. A. Visser ‘t Hooft et J. G. M. Willebrands, The Gospel for All Realms of Life : Reflections on the Universal Christian Conference on Life and Work, Stockholm 1925, World Council of Churches, 1975, 25 p. (ISBN 978-2-8254-0522-2)

- W. A. Visser ‘t Hooft (trad. de l'anglais par Mary Anna Barbey), Le mouvement œcuménique a-t-il un avenir?, Vufflens-le-Château, Pendo, 1975, 93 p.

- W. A. Visser ‘t Hooft, « La genèse du Conseil œcuménique », dans 2000 ans de christianisme, t. 10, Paris, Aufadi / SHC International, coll. « 10/33 », 1975, p. 33-40

- (en) W. A. Visser ‘t Hooft, No Other Name : The Choice between Syncretism and Christian Universalism, Londres, SCM Press, coll. « Religious book club » (no 156), 1963, 128 p.

- W. A. Visser ‘t Hooft, « Les tâches des Églises dans la situation œcuménique nouvelle », Irénikon, vol. 39, no 2,‎ 1966, p. 163-176

- W. A. Visser ‘t Hooft, « Syncrétisme et universalisme chrétien », Rythmes du Monde, vol. 39, no 3,‎ 1965, p. 160-172

- W. A. Visser ‘t Hooft, « Redécouverte de l'universalisme christocentrique dans le mouvement œcuménique », Verbum Caro : revue théologique et oecuménique trimestrielle, vol. 17, no 66,‎ 1963, p. 214-221

- W. A. Visser ‘t Hooft, Les exigences de notre vocation commune, Genève, Labor et Fides, 1960

- W. A. Visser ‘t Hooft, « Importance des Églises d'Asie dans le mouvement œcuménique », Église vivante, no 6,‎ novembre-décembre 1959, p. 420-433

- W. A. Visser ‘t Hooft, « Des différentes manières de concevoir l'unité et l'unité que le Conseil œcuménique des Églises cherche à promouvoir », Istina, Centre d'études Istina, vol. 3,‎ 1956, p. 358-368

- W. A. Visser ‘t Hooft, La royauté de Jésus-Christ, Genève, Roulet, 1948, 165 p.

- W. A. Visser ‘t Hooft, Le Conseil œcuménique des Églises : sa nature et ses limites, Genève, Oikumene, 1946, 22 p.

- W. A. Visser ‘t Hooft, Misère et grandeur de l'Église, Genève, Labor, 1943, 100 p.

- W. A. Visser ‘t Hooft (conférence à l'Assemblée générale de la Fédération des Églises protestantes de Suisse, Genève, le 9 juin 1941), Le travail œcuménique en temps de guerre, Neuchâtel, P. Attinger, 1941, 8 p.

- W. A. Visser ‘t Hooft, Le protestantisme et le problème œcuménique, Paris, Foi et Vie, 1935, 14 p.

### Fonds d'archives
- Fonds : Willem A. Visser't Hooft [91 mètres linéaires].  Cote : AP1. Coppet : Institut européen de l'université de Genève (IEUG) - Centre d'archives européennes.

## Distinctions
- 1958 - Grand-croix de l'ordre du Mérite de la République fédérale d'Allemagne
- 1959 - Officier de la Légion d'honneur
- 1966 - Prix de la paix des libraires allemands avec Augustin Bea
- 1967 - Bourgeoisie d'honneur de la ville de Genève
- 1968 - Président d'honneur du Conseil œcuménique des Églises
- 1975 - Prix Augustin-Bea
- 1982 - Prix des quatre libertés de Roosevelt, catégorie Liberté de culte
- 15 doctorats honoris causa, dont pour les facultés de théologie des universités de Princeton, Oxford, Yale et Harvard